# Сиња (Фиренца)
Сиња (итал. Signa) је насеље у Италији у округу Фиренца, региону Тоскана.
Према процени из 2011. у насељу је живело 12602 становника. Насеље се налази на надморској висини од 34 м.

## Становништво
Према резултатима пописа становништва 2011. у општини је живело 17.451 становника.
| 1936. | 1951. | 1961.  | 1971.  | 1981.  | 1991.  | 2001.  | 2011.  |
| ----- | ----- | ------ | ------ | ------ | ------ | ------ | ------ |
| 9.560 | 9.631 | 10.583 | 13.364 | 14.017 | 14.375 | 15.433 | 17.451 |

## Партнерски градови
- Maromme, Oberdrauburg, Longobucco, Tifariti